# 反射
反射（はんしゃ、英語: reflection）とは、光や音などの波がある面で跳ね返る反応のことである。

## 弦の振動の反射
ひもや弦などを振動させると、その波は周囲に伝わっていく。その時終端において反射が起きる。反射は終端によって2種類に分けられる。
固定端反射終端を固定したときに起きる反射である。位相が反転した（±π rad進んだ（and/or遅れた））波が反射する。
自由端反射終端を固定せず自由に動ける状態にしたときに起きる反射である。同じ位相の波が反射する。

## 光の反射

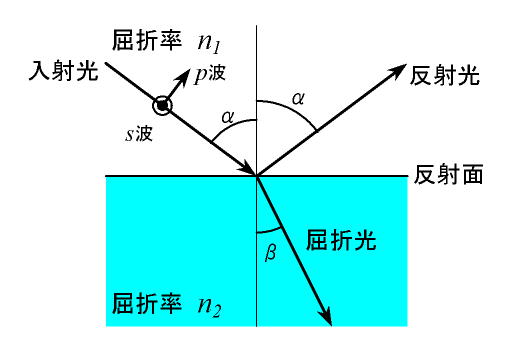
光の反射の説明図

光は物体に当たると特殊な場合（屈折率が等しい場合や完全に黒色の物体）を除いて表面ではね返る。これを光の反射という。
光の反射には、光が一方向にはね返る鏡反射と四方八方にはね返る乱反射がある。
鏡反射では反射する光の入射角と反射角は等しいという、反射の法則が成り立つ。入射角と反射角は、それぞれの光の進行方向と境界面の垂線との間の角度として定義される。説明図における左の α が入射角、右の α が反射角である。なお、歴史的な事情から電気工学から発展した電磁気学においては、この入射角と反射角が反射面に対する角度として定義されることがある。ただ、いずれにしても入射角と反射角が等しいということに変わりはない。
完全に滑らかな面では一定の方向から入射した光は一定の方向に反射するが、現実の物体では必ずしもそうなっておらず乱反射する。完全に滑らかではない物体における反射を表すモデルとして、光学分野やコンピュータグラフィックスでは、双方向散乱面反射率分布関数や双方向反射率分布関数など、さまざまな反射モデルが利用されている。

### 光の反射の原理
屈折率が異なる物質間の境界面に光が入射したときには、一定の条件を満たすように、反射光と透過光（屈折光）が生じる。この「一定の条件」とは、「波動ベクトルの境界面に平行な成分は、各光において等しい」「電界（電場）・磁界（磁場）の境界面に平行な成分は、境界面の両側で等しい」「電束密度・磁束密度の境界面に垂直な成分は、境界面の両側で等しい」である。反射角・屈折角に関する法則（スネルの法則）や、反射率・透過率に関する法則（フレネルの式）は、この原理から導出される。

### 光学関連の原理・法則
- ホイヘンスの原理
- ブラッグの法則（結晶の規則正しい並びによって特定の方向に強く反射が起こる）

## 電気信号の反射
電気の通信路でも反射は起きる（同軸ケーブルなど）。
電気のパルス波を金属の通信路にいれると、通信路の終端において、パルス波が反射する。
終端が短絡されていれば、（弦の反射における固定端反射のように）位相が反転したパルス波が反射される。
終端が開放されていれば、（弦の反射における自由端反射のように）パルス波がそのまま反射される。
この時、最適な電気抵抗を終端に入れることにより、反射を防ぐことができ、最適な通信が可能となる（終端抵抗、ターミネータ）。